# Brightwaters
Brightwaters és una vila dels Estats Units d'Amèrica a l'Estat de Nova York.

## Demografia
Segons el cens dels Estats Units del 2000 Brightwaters tenia 3.248 habitants, 1.127 habitatges, i 912 famílies. La densitat de població era de 1.279,7 habitants/km².
Dels 1.127 habitatges en un 38,9% hi vivien nens de menys de 18 anys, en un 71,8% hi vivien parelles casades, en un 6,8% dones solteres, i en un 19% no eren unitats familiars. En el 14,6% dels habitatges hi vivien persones soles el 5,9% de les quals corresponia a persones de 65 anys o més que vivien soles. El nombre mitjà de persones vivint en cada habitatge era de 2,87 i el nombre mitjà de persones que vivien en cada família era de 2,87.
Per edats la població es repartia de la següent manera: un 27,3% tenia menys de 18 anys, un 5% entre 18 i 24, un 28,8% entre 25 i 44, un 27,2% de 45 a 60 i un 11,7% 65 anys o més.
L'edat mediana era de 38 anys. Per cada 100 dones de 18 o més anys hi havia 94,7 homes.
La renda mediana per habitatge era de 88.556 $ i la renda mediana per família de 102.986 $. Els homes tenien una renda mediana de 60.035 $ mentre que les dones 49.107 $. La renda per capita de la població era de 36.693 $. Entorn del 0,8% de les famílies i l'1,8% de la població estaven per davall del llindar de pobresa.